# Tetolet becllarg
El tetolet becllarg (Limnodromus scolopaceus) és una espècie d'ocell de la família dels escolopàcids (Scolopacidae) que cria en praderies humides i tundra del nord-est de Sibèria i la costa oest i nord d'Alaska, i nord-oest del Canadà. En hivern arriba fins al Japó i el sud dels Estats Units i Mèxic. Ocasionalment pot arribar fins als Països Catalans en hivern.